# Europees kampioenschap basketbal mannen 1993
Eurobasket 1993 is het 28e gehouden Europees Kampioenschap basketbal. Eurobasket 1993 werd georganiseerd door FIBA Europe. Zestien landen die ingeschreven waren bij de FIBA, namen deel aan het toernooi dat gehouden werd in juni en juli 1993 te Duitsland. Het gastland won in de finale van het toernooi nipt met 71-70 van Rusland, waarmee het de uiteindelijke winnaar van Eurobasket 1993 werd. De strijd om de derde en vierde plaats werd beslecht door Kroatië en Griekenland. Kroatië won de wedstrijd met 99-59.

## Eindklassement
1. Duitsland
2. Rusland
3. Kroatië
4. Griekenland
5. Spanje
6. Estland
7. Frankrijk
8. Bosnië en Herzegovina
9. Letland
10. Italië
11. Turkije
12. België
13. Israël
14. Slovenië
15. Zweden
16. Bulgarije

| Eurobasket 1993 winnaar |
| ----------------------- |
| Duitsland Eerste titel  |

## Individuele prijzen

### MVP (Meest Waardevolle Speler)
- Christian Welp

### All-Star Team
- Sergej Bazarevitsj
- Jordi Villacampa
- Fanis Christodoulou
- Christian Welp
- Dino Rađa